# Julio Jáuregui Lasanta
Julio Jáuregui Lasanta (Bilbao, 1910 - Madrid, 1981) fou un polític basc. Es llicencià en dret per la Universitat de Deusto i fou advocat d'ELA-STV i membre d'Acció Catòlica. Durant la Segona República Espanyola fou militant del Partit Nacionalista Basc (PNB) i a les eleccions generals espanyoles de 1936 fou elegit diputat per Biscaia, el diputat més jove de la legislatura. Durant la guerra civil espanyola fou comissari d'indústria de la Junta de Defensa de Biscaia, i el 1937 nomenat assessor jurídic dels departaments de presidència i justícia del Govern d'Euzkadi i secretari general del govern basc a Catalunya. El 1939 es va exiliar a França, on s'encarregà de facilitar l'emigració d'exiliats bascos a Amèrica, raó per la qual fou confinat a un poblet d'Ardecha el 1942, quan marxà a Mèxic, on fou delegat del Govern d'Euzkadi fins al 1946, quan s'estableix a Biàrritz. Tornà el 1974 i residí a Madrid. El 1976 fou encarregat pel PNB de formar part de la comissió que negocià amb les autoritats postfranquistes la transició espanyola. A les eleccions generals espanyoles de 1979 fou escollit senador per Biscaia.